# Jan Mlakar
Jan Mlakar, né le 23 octobre 1998, est un footballeur international slovène qui joue comme attaquant pour le Hajduk Split, en prêt de Pise SC.

## Biographie

### En club

#### Brighton & Hove Albion
En janvier 2019, Mlakar signe un contrat de trois ans et demi avec Brighton & Hove Albion. Il est immédiatement prêté à Maribor jusqu'à la fin de la saison. 

#### Queens Park Rangers (prêt)
À son retour de Maribor, il est à nouveau prêté le 24 juillet 2019 aux Queens Park Rangers pour un an . Mlakar fait ses débuts avec Les R's le 13 août 2019 au premier tour de la Coupe EFL contre Bristol City. Le match se termine 3–3, QPR gagnant 5–4 aux tirs au but. Il fait ses débuts en championnat en entrant en jeu lors d'une victoire 2 à 1 à l'extérieur contre Sheffield le 31 août 2019. 

### En équipe nationale
Il est retenu dans la liste des 26 joueurs slovènes du sélectionneur Matjaž Kek pour participer à l'Euro 2024.

## Palmarès
NK Maribor
- Champion de Slovénie en 2019

 Hajduk Split
- Vainqueur de la Coupe de Croatie en 2022 et 2023.

## Distinctions personnelles
- Meilleur buteur du Championnat de Slovénie de football 2020-2021 (14 buts)